# Gabinet weterynaryjny
Gabinet weterynaryjny - zgodnie z Ustawą z dnia 18 grudnia 2003 r. o zakładach leczniczych dla zwierząt najmniejszy z zakładów leczniczych dla zwierząt, zazwyczaj kierowany przez jednego lekarza weterynarii. Kierownikiem tego typu zakładu może zostać lekarz weterynarii bez doświadczenia.
Aby spełnić ustawowe minimum, gabinet weterynaryjny musi być wyposażony w:
- pokój przyjęć z poczekalnią,
- aparaturę i sprzęt dostosowane do zakresu świadczonych usług weterynaryjnych,
- sprzęt i urządzenia do przechowywania produktów leczniczych i wyrobów medycznych,
- zaplecze sanitarne i socjalne.